# 阿匹替奈
阿匹替奈（INN：apimostinel；开发代号：GATE-202、NRX-1074、AGN-241660）是一种正在研究的抗抑郁药，可作为NMDA受体的新型选择性调节剂。目前，Gate Neurosciences正在开发该药物，用于重度抑郁症的急性治疗。该药物此前由此前Naurex和艾尔建开发。截至2015年2月，阿匹替奈的静脉制剂已完成针对重度抑郁症的IIa期临床试验。
与雷帕替奈（GLYX-13）类似，其作用机制通过NMDA受体上的独特结合位点（独立于甘氨酸位点）发挥作用，以调节受体活性并增强NMDA受体介导的突触可塑性。然而，阿匹替奈的体外效力是雷帕替奈的1000倍，因此它可以作为雷帕替奈的改进型后续药物。与雷帕替奈相似，阿匹替奈是一种酰胺化四肽，但通过添加苄基基团进行了结构修饰，以增强其代谢稳定性和药代动力学特征。该药物在抑郁症的临床前模型中显示出快速而有效的抗抑郁作用。此外，阿匹替奈具有良好的耐受性，并且缺乏NMDA受体拮抗剂（如氯胺酮）的分裂样拟精神病作用。